# Love Story (Rain)
Love Story (그 이후?, Love Story) è un brano musicale del cantante sudcoreano Rain, estratto come secondo singolo dall'album Rainism nel 2008. Il brano è anche incluso nella riedizione dell'album Rainism - Special Asian Edition.
Il brano è stato scritto ed arrangiato da Kim Tae Seong, Choi Hyeon Joon e Jung Ji Hoon.
Del brano esiste anche versioni cantate in lingua inglese, in lingua giapponese ed in lingua cinese, dato che l'album Rainism è stato il primo ad essere ufficialmente pubblicato in quasi tutta l'Asia.

## Il video
Il video musicale prodotto per Love Story è stato diretto dal regista Lee Sang Gyu, e vede protagonista, oltre Rain, l'attrice coreana Ha Ji-won. Del video è stata prodotta anche una versione lunga circa trentacinque minuti ed inserita in Rainism - Special Asian Edition. La storia del video segue le vicende di una giovane coppia dai primi momenti felici della loro relazione sino alla drammatica conclusione del rapporto.

## Tracce
CD Single
1. Love Story - 4:04